# Laureano Albán
Laureano Alberto Albán Rivas (* 9. Januar 1942 in Santa Cruz de Turrialba, Provinz Cartago; † 5. Juni 2022) war ein costa-ricanischer Poet und Diplomat.

## Leben
Laureano Alberto Albán Rivas besuchte die Schule am Fuß des Turrialba. Von 1981 bis 1983 war er Gesandtschaftsrat in Madrid.
Von 1983 bis 1986 war er Botschafter bei der Mission von Costa Rica beim UN-Hauptquartier. Von 1987 bis 1990 war er Botschafter in Jerusalem.
Von 1998 bis 2002 leitete der die Mission von Costa Rica bei der UNESCO in Paris.